# グーニラ (小惑星)
グーニラ (983 Gunila) は小惑星帯に位置する小惑星である。ハイデルベルクのケーニッヒシュトゥール天文台でカール・ラインムートによって発見された。
11月9日が祝日の聖グーニラにちなんで命名された。